# Grahovše
Grahovše este o localitate din comuna Tržič, Slovenia, cu o populație de 131 de locuitori.